# 가모정 (도쿠시마현 묘도군)
가모정(加茂町)은 도쿠시마현 묘도군에 있던 정이다. 

## 지리
거의 현재의 가모 지구 전체와 가모 지구의 가미스케토에 해당한다. 단, 합병후 1968년에 마을 구분이 전면적으로 변경되었기 때문에 현재의 마을과 엄밀하게 대응할 수는 없다.
요시노강 삼각주 일부이며. 대략 북동쪽은 아유쿠로강, 북서쪽은 요시노강, 동쪽은 신마치강 남쪽은 다미야강으로 한정되어 있었으나, 부분적으로 마을 경계와 강이 일치하지 않았다. 

## 역사
- 1889년 10월 1일 - 정촌제 시행에 수반해 묘도군 가모촌이 탄생하였다.
- 1933년 4월 1일 - 정으로 승격해 가모정이 되었다.
- 1937년 10월 1일 - 도쿠시마시에 편입해 소멸하였다.